# 洛夫克拉夫特式恐怖
洛夫克拉夫特式恐怖（英語：Lovecraftian horror）是恐怖小說的一個子類別，以美國作家H·P·洛夫克拉夫特的名字命名，其著重強調未知的宇宙恐怖，而非血腥或其他驚嚇元素。洛夫克拉夫特的作品強調宇宙主義哲學，認為正常表面掩飾下的潛在現實實則異質陌生，以至於看到它將可能有害。「洛氏恐怖」有時亦稱作“宇宙恐怖”（cosmic horror）。

## 概念
洛夫克拉夫特作品的特徵是宇宙主義：在人們認知中原有的平凡生活是「覆蓋在現實上的薄殼」，相比之下，現實是如此陌生異質且深奧，以至於僅只深究它就會傷害普通人的理智。此外，洛夫克拉夫特的作品充滿沉浸在新英格蘭鄉村田園風情的孤立感中，即在現代文明的擁擠城市之外“人本不該知道”的事物可能更接近平凡生活的表面；洛氏恐怖不僅限於鄉村，例如：《雷德胡克恐怖事件》的故事設定在一個擁擠的少數民族聚居區中。
一些學者會將洛氏恐怖和「宇宙恐怖」（cosmic horror）交替使用。宇宙恐怖被描繪具有的主要特徵是：
- “當面臨超越我們理解的現象時，我們會感到恐懼和敬畏，這些現象的範圍擴展超出人類事務的狹窄領域以及對宇宙重要性的自我吹噓。”
- 一種“對人類在現代科學所揭示在浩瀚而不適的宇宙中所身處位置的深思熟慮研究”，其中的恐怖源於“駭人聽聞真相的發現”。
- 恐怖與科幻的自然融合，其中關於現實本質被“侵蝕”的假設。

洛夫克拉夫特將這種敘事風格琢磨成自己的科幻神話，其中以涉及有關超自然，人類前和地球外的元素為背景，其作品受到埃德加·愛倫·坡、阿爾傑農·布萊克伍德與鄧薩尼勛爵等作家的啟發，風格也有類似之處。

## 構成要素
洛夫克拉夫特作品中發現的幾個主題被認為是洛夫克拉夫特式作品的構成要素：
- 反人類中心本位主義：總的來說為厭世。洛夫克拉夫特的作品傾向於不關注人類的人物性格塑造，這與他對人類在宇宙中微不足道的觀點以及寫作當時文學的現代主義總體趨勢相一致。
- 專注於奇怪陌生和未知的物質結構和紋理：洛夫克拉夫特故事的恐怖特徵傾向於包含人類科學所未知、變化不定的半膠狀物質。如黏液，而不是諸如血腥、骸骨或屍體之類的標準恐怖元素。
- 古物式的寫作風格：即使在處理最新流行的技術時，洛夫克拉夫特也傾向於使用不符時代的過時老派詞語。例如他使用的是“科學人”（man of science）術語，而不是現代的“科學家”（scientist）一詞，並且經常將“顯示”（show）拼寫為“shew”，將“燈籠”（lantern）拼寫為“lanthorne”。洛夫克拉夫特經常使用英式拼寫，例如《星之彩》的標題。
- 疏離：洛夫克拉夫特式的英雄（無論是原創作品還是更現代的改編作品）往往都是與世隔絕、隱居的個體，通常帶著學究風格或專注於學術意圖以彌補社交上的不足。
- 可疑的家系出身：角色的親戚通常被描述為超常、不健全或異乎尋常，而至交密友的關係往往代表不祥的預感、詭祕和不詳惡意。
- 無助和絕望：儘管洛式英雄偶爾會給予邪惡勢力“挫折”打擊，但他們的勝利是暫時的，且他們通常為此付出代價。除此以外，受試者常常會發現自己完全無法輕易地逃跑，而是受到某種其他力量的驅使而走向絕望的終點。
- 未解答的問題：洛夫克拉夫特故事中的角色很少完全了解他們所發生的事情，並且如果嘗試這樣做，往往會發瘋。
- 理智的脆弱性和弱點：在許多洛夫克拉夫特故事中的角色無法從心理精神上應對他們所見證、聽到或發現的異常離奇而近乎無法理解的事實。正如洛夫克拉夫特經常闡明：試圖應付的沉重負擔是無法承受的，並且爆發瘋狂。

## 合作者和追隨者
洛夫克拉夫特的影響力很多方面是次要輔助的，這是以他身為一位朋友，靈感來源，並與許多發展自身著作的作家通信，這些作家中的許多人與洛夫克拉夫特合作編寫故事。洛夫克拉夫特更多朋友和合作者包括《驚魂記》的作者羅伯特·布洛克、《野蠻人柯南》的創作者羅伯特·歐文·霍華德，以及編纂並加入克蘇魯神話的奧古斯特·德雷斯。
隨後的恐怖作家也大量借鑒洛夫克拉夫特的作品。許多人直接提及洛夫克拉夫特作品當中的神話元素，以利用其聯繫或承認他的影響力，也有許多其他人參考他作品內的感覺和基調，而沒有特別提及神話元素。有人說洛夫克拉夫特和埃德加·愛倫·坡是現代恐怖小說中最具影響力的作家。作者史蒂芬·金說：“如今，那段時間使我們對他的作品有了一些觀點看法，我認為毫無疑問，H. P.洛夫克拉夫特身為二十世紀最偉大的古典恐怖故事寫作者，無人能出其右。”。到20世紀後期，洛夫克拉夫特已成為特定流行文化的偶像，從而對他的作品進行多次重新詮釋和引用，或者在其他大眾文化作品中體現其作品內涵。

## 文學與藝術
洛夫克拉夫特的作品大多發表在廉價低俗雜誌上，從來沒有像他的同期當代極端現代主義者文學家，諸如厄尼斯特·海明威和法蘭西斯·史考特·費茲傑羅這樣對文學產生過同類的影響。洛夫克拉夫特的影響仍可在當代小說的一些最著名作者中廣泛而深刻地感受到，如豪爾赫·路易斯·博爾赫斯的幻想作品集展現出與洛夫克拉夫特一些受夢境影響較大的作品明顯相似度；博爾赫斯將自己的故事《事猶未了》獻給洛夫克拉夫特，儘管他也認為洛夫克拉夫特是“愛倫坡的無意模仿者。”備受爭議的法國小說家米歇爾·韋勒貝克也引用洛夫克拉夫特作為影響並對洛夫克拉夫特撰寫一篇長篇文章，題名為《H.P. 洛夫克拉夫特：反對世界、反對生命》，他在其中將克蘇魯系列稱為“偉大的主題文本”。
洛夫克拉夫特對夢境和在生物學方面死亡恐怖的偏愛也深刻地影響視覺藝術家，諸如墨比斯和汉斯·鲁道夫·吉格尔。吉格爾的被命名為《死靈之書》的繪畫書直接引領電影《異形》的許多視覺設計。《異形》劇本的原作者丹·歐班農也提到這部作品主要受到洛夫克拉夫特的影響，後來他與羅納德·舒塞特一起編寫《幽靈王國》和《突變異種》劇本，這兩部被外界公認為是模仿洛夫克拉夫特的作品。

## 外部連結
- H. P. Lovecraft Film Festival & CthulhuCon | The only convention that understands（页面存档备份，存于）
- LibriVox中的公有领域有声书《H. P. Lovecraft》